# Quand papa reviendra
Quand papa reviendra (en russe : Вот вернётся папа, Vot vernëtsja papa) est un film soviétique de 1982 réalisé par Khalmamed Kakabayev.

## Synopsis
Pendant la Seconde Guerre mondiale à Tylou, deux enfants (un frère et une sœur) attendent le retour de leur père. Ils aident les soldats blessés dans l'hôpital de la ville.

## Fiche technique
- Titre : Quand papa reviendra
- Titre original : Вот вернётся папа
- Réalisation : Khalmamed Kakabayev
- Format : Noir et blanc - 35 mm
- Genre : Drame
- Durée : 92 minutes

## Distribution
- Mayagozel Aimedova
- Gulnara Babayeva
- Kurban Atayev

## Autour du film
- Ce film a été réalisé lorsque le Turkménistan faisait partie de l'URSS.
- Il est connu en France pour avoir été projeté le 1er juin 2005 lors du festival sur la diversité culturelle et le dialogue en Asie centrale organisé par l'UNESCO.